# Georges Bugnet
Pour les articles homonymes, voir Bugnet.
Georges-Charles-Jules Bugnet (Chalon-sur-Saône, 23 février 1879 - St. Albert (Alberta), 11 janvier 1981) est un écrivain, un journaliste et un horticulteur canadien et français.

## Biographie
Il étudie dans plusieurs collèges, avec les pères oblats et à l'Université de Dijon, fait des séjours dans les séminaires locaux et est rédacteur de plusieurs journaux catholiques. Ayant rencontré un missionnaire colonisateur, il s'établit ensuite à Saint-Boniface, au Manitoba, et à Rich Valley, en Alberta. En 1905, il acquiert une concession à Rich Valley où il devient successivement défricheur, agriculteur, horticulteur et créateur de roses.
Auteur de plusieurs romans, qu'il publie sous le pseudonyme de Henri Doutremont, Bugnet s'intéresse à la vie française en Alberta. Il contribue à fonder l'Association canadienne-française de l'Alberta et il est le président du comité organisateur de son 1er Congrès général. Pendant plus de trente ans, il est le directeur du district scolaire de Lac-Sainte-Anne. Il correspondait régulièrement avec Camille Roy et Arthur Maheux.
Il reçoit plusieurs distinctions au cours de sa vie, notamment l'Ordre des palmes académiques en 1970 et un doctorat honoris causa de l'Université de l'Alberta en 1978 pour son apport à la littérature et à l'horticulture. Une variété de rose qu'il a créé en 1950 porte par ailleurs le nom de Bugnet.
Il meurt en 1981 à l'âge de 101 ans.

## Honneurs
- Éponyme: Georges Bugnet Award for Fiction (novel) de la "Writers Guild of Alberta"

## Ouvrages publiés
- Le Lys de sang, 1923
- Nypsya, 1924
- Le Pin du muskeg, 1924
- La Défaite, 1934
- Siraf, 1934
- La Forêt, 1935
- Les Voix de la solitude, 1938
- Hymne à la nuit, 1939
- Canadiana, 1941
- Albertaines : anthologie d'œuvres courtes en prose, 1981

## Revues et journaux
- La Croix de Paris, 1903
- La Croix de la Haute-Savoie
- Le Canada français
- La Survivance
- L'Union
- Annales
- Revue des poètes

### Archives
- Fonds Georges Bugnet, fonds d'archives conservé par la Division de la gestion de documents et des archives de l'Université de Montréal;
- Centre de recherche en civilisation canadienne-française.